# Archie Yates
Archie Yates (Kent, 22 de fevereiro de 2009) é um ator britânico, conhecido por interpretar Yorki no filme Jojo Rabbit (2019), o qual lhe concedeu uma nomeação ao 25.º Critics' Choice Movie Awards.

## Carreira
Yates estreou na carreira de ator no filme de 2019 Jojo Rabbit, no qual interpretou Yorki, o melhor amigo de Jojo. Em 10 de dezembro de 2019 Yates, Ellie Kemper e Rob Delaney foram anunciados no elenco de Home Sweet Home Alone, filme original da plataforma de streaming Disney+. Yates interpretou o protagonista Max Mercer. Ele também dublou o personagem Sprout em Wolfboy and the Everything Factory, série animada original do Apple TV+.

## Filmografia

### Cinema
| Ano  | Título                | Personagem |
| ---- | --------------------- | ---------- |
| 2019 | Jojo Rabbit           | Yorki      |
| 2021 | Home Sweet Home Alone | Max Mercer |

### Televisão
| Ano  | Título                             | Personagem  | Notas                                            |
| ---- | ---------------------------------- | ----------- | ------------------------------------------------ |
| 2021 | Wolfboy and the Everything Factory | Sprout      | Voz; papel principal                             |
| 2022 | Amphibia                           | Joio Potato | Voz; Episódio: "Newts in Tights/Fight or Flight" |
| 2022 | Oni: Thunder God's Tale            |             | Voz                                              |

## Nomeações
| Ano  | Premiação                         | Categoria                  | Resultado | Ref.  |
| ---- | --------------------------------- | -------------------------- | --------- | ----- |
| 2020 | Critic's Choice Television Awards | Melhor Ator ou Atriz Jovem | Indicado  | [ 6 ] |